# Hermann Paul

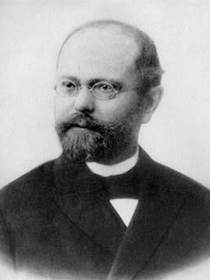

Hermann Otto Theodor Paul (Salbke, 7 augustus 1846 - München, 29 december 1921) was hoogleraar Germanistiek aan de Universiteit van Freiburg en later aan de universiteit van München. 
Hij is vooral bekend geworden als theoreticus van de Neogrammatici en onderstreepte het belang van empirisch onderzoek. Hij formuleerde zijn opvattingen over de historische taalwetenschap dan ook op een mathematische wijze. In Prinzipien der Sprachgeschichte formuleerde Paul zijn neogrammatische visie nader. Hij stelde zich tegen de toen gangbare opvatting dat taal dat bestudeerd moest worden in het kader van zijn historische ontwikkeling. Paul wilde juist de tegenwoordige taal, uitgesproken door de individuele spreker, tot doel van zijn onderzoek maken. Het sociale aspect van taal werd daarbij door hem naar de achtergrond geschoven: hij benadrukte het belangrijke effect op taalontwikkeling van elkaar beïnvloedende individuele taalgebruikers.  Daarbij probeerde hij zijn bevindingen te relateren aan psychologische theorieën.
Ook nu nog geldt Paul als belangrijke voorganger op het gebied van de Oudgermanistiek. Zelf was hij trouwens uiterst bescheiden. Een uitnodiging van de Münchener Zeitung om een autobiografisch artikel te schrijven wees hij af: hij vond zichzelf en zijn bezigheden niet in verhouding staan tot de grootheid van de stad München.
Paul was medeoprichter van het tijdschrift Beiträge zur Geschichte der deutschen Sprache und Literatur en uitgever van Grundriß der germanischen Philologie en de Altdeutsche Textbibliothek. 

## Enkele werken
- Gab es eine mittelhochdeutsche Schriftsprache? (1873)
- Untersuchungen über den germanischen Vocalismus (1879)
- Prinzipien der Sprachgeschichte (1880)
- Mittelhochdeutsche Grammatik (1881)
- Deutsches Wörterbuch (1897)
- Deutsche Grammatik (1916-20)